# Saint-Marc-de-Figuery
Saint-Marc-de-Figuery es un municipio parroquial canadiense situado en la provincia de Quebec.

## Superficie
Saint-Marc-de-Figuery tiene una superficie de 80,79 km².

## Demografía
En 2021, tenía 868 habitantes, una densidad poblacional de 10,7 hab./km², y 386 viviendas.